# Hemidactylus hunae
Hemidactylus hunae là một loài thằn lằn trong họ Gekkonidae. Loài này được Deraniyagala mô tả khoa học đầu tiên năm 1937.